# Perla (nome)
Perla  è un nome proprio di persona italiano femminile.

## Varianti
- Alterati: Perlina[2], Perlita[1]

### Varianti in altre lingue
- Catalano: Perla[5]
- Francese: Perle[1][4]
- Inglese: Pearl[1][4], Pearle[1][4]
  - Alterati: Pearlie[1][4], Pearly[4], Perlie[1][4], Perlette[4]
- Spagnolo: Perla[1][4][5]
  - Alterati: Perlita[1]
- Yiddish: פּערלע (Perle)[1], פּערעלע (Perele)[1]
- Ladino: (פרלה)Perla[6]

## Origine e diffusione

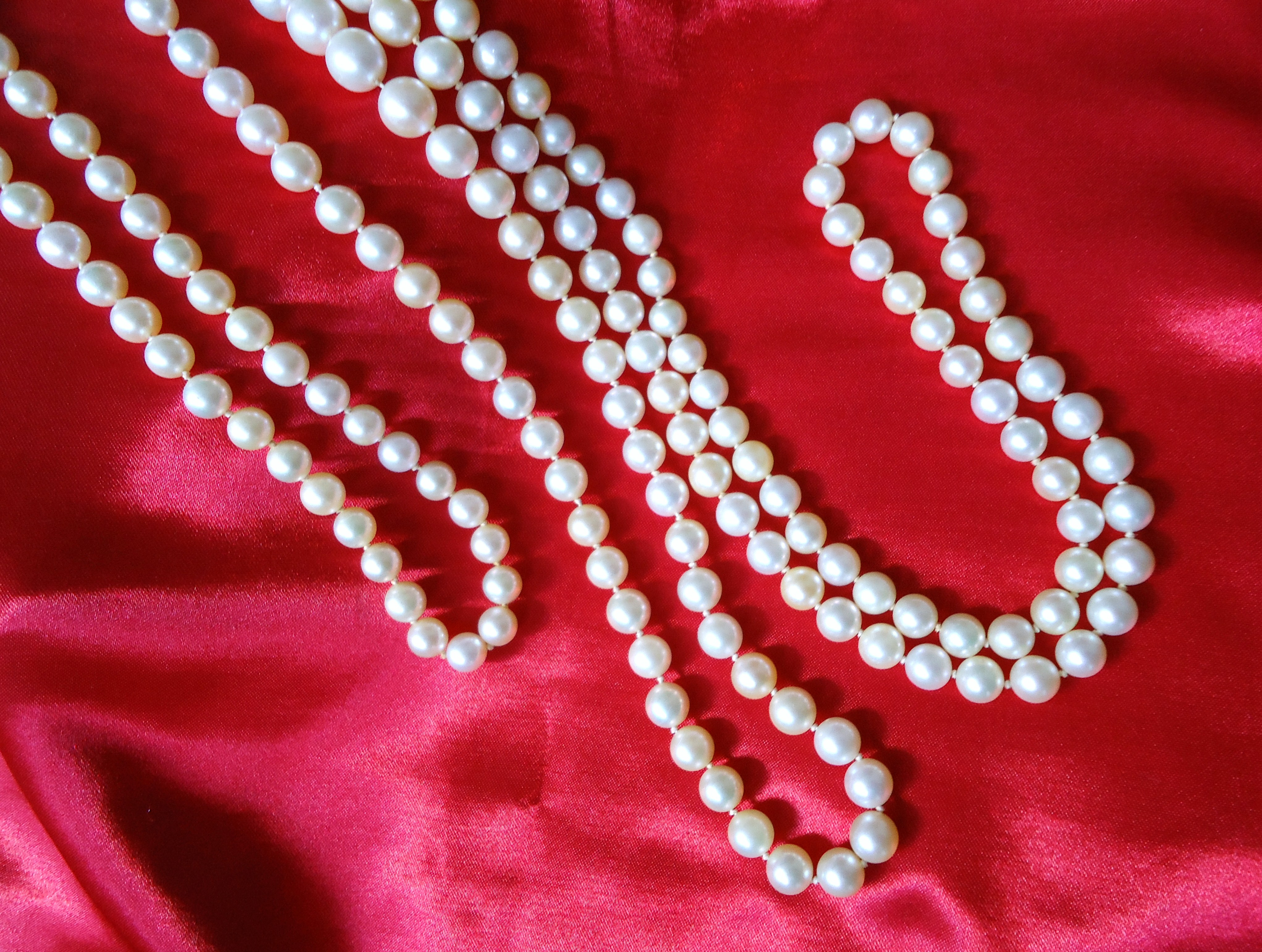
Collana di perle "akoya"

Nome dall'origine evidente, richiama la perla, la gemma prodotta da alcune specie di bivalvi; è quindi affine, da un punto di vista semantico, ai nomi Gyöngyi e Margherita. Etimologicamente (sebbene la reale origine sia ignota), il termine "perla" viene generalmente fatto risale al latino pernula, un diminutivo di perna, che indicava in origine la conchiglia e che significa letteralmente "gamba", "coscia", poiché la conchiglia ne aveva la forma.
In Italia, nasce durante il Medioevo come nome affettivo, facente parte di quell'ampia gamma di nomi ispirati a pietre preziose; è attestato per oltre la metà dei casi in Toscana, e per il resto disperso. Nei paesi anglofoni, assieme agli altri nomi tratti da gemme, entra in uso a partire dal XIX secolo.

## Onomastico
Il nome è adespota, non essendoci sante chiamate Perla. L'onomastico, secondo una tradizione ben radicata nella Chiesa, si può festeggiare il 1º novembre per la festa di Ognissanti.

## Persone

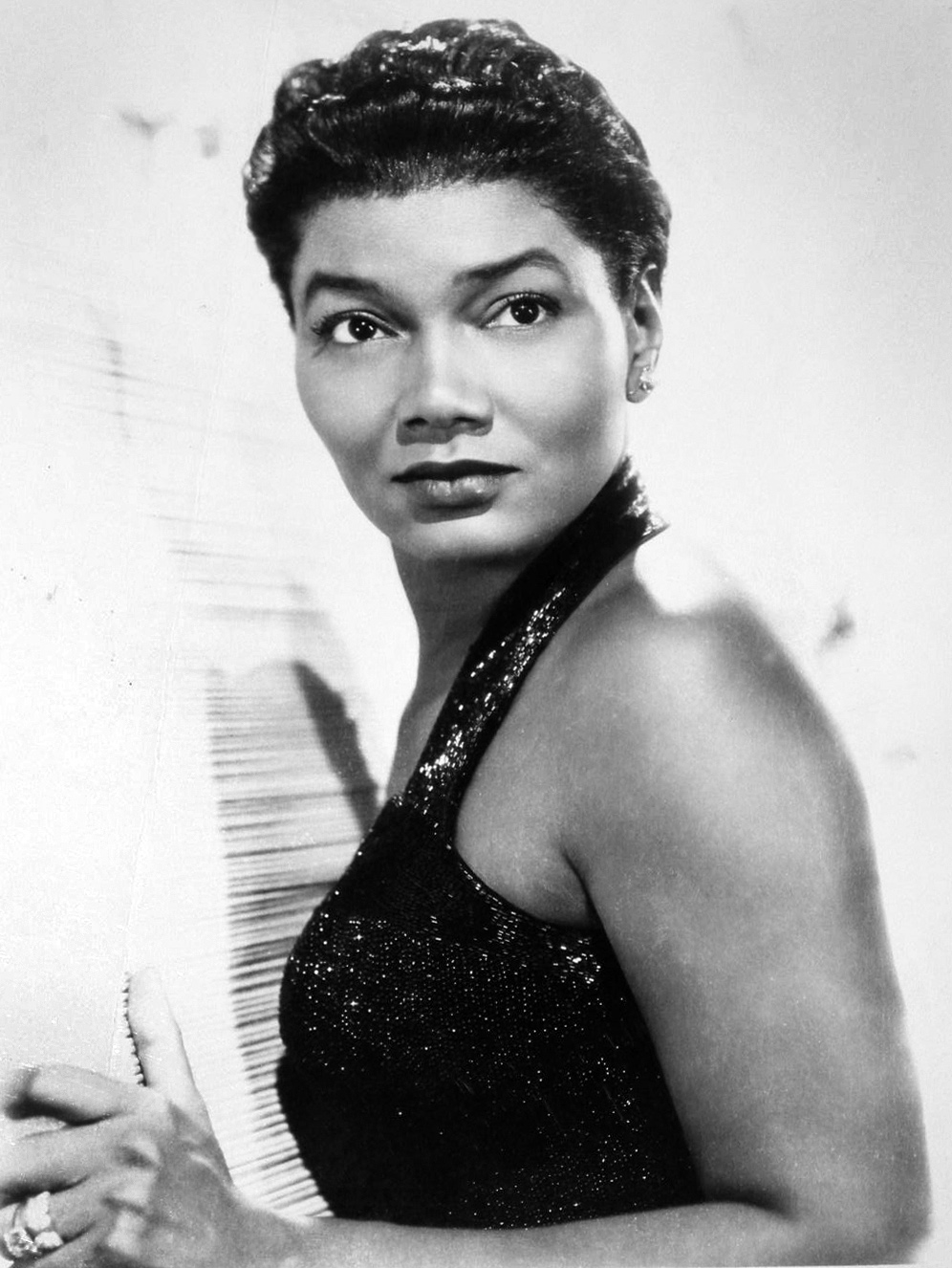
Pearl Bailey

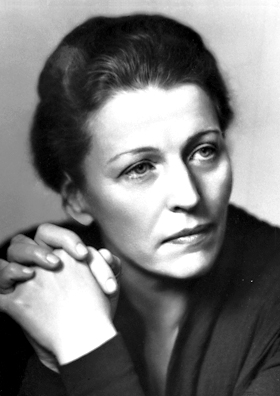
Pearl S. Buck

- Perla Batalla, cantautrice statunitense
- Perla Beltrán, modella messicana
- Perla Francalanci, ballerina e coreografa italiana
- Perla Haney-Jardine, attrice brasiliana naturalizzata statunitense
- Perla Liberatori, doppiatrice italiana
- Perla Peragallo, attrice teatrale italiana

### Variante Perle
- Perle Morroni, calciatrice francese

### Variante Pearl
- Pearl Bailey, attrice e cantante statunitense
- Pearl Mackie, attrice britannica
- Pearl Primus,  ballerina, coreografa e antropologa statunitense
- Pearl Sydenstricker Buck, scrittrice, sceneggiatrice, giornalista e accademica statunitense
- Pearl White, attrice e cantante statunitense
- Pearl Witherington, militare britannica

## Il nome nelle arti
- Perla è un personaggio della serie animata Steven Universe.
- Perla è il nome della madre di Trinità e Bambino in ...continuavano a chiamarlo Trinità.
- Pearl è un personaggio della serie manga e anime One Piece.
- Perla Krab è un personaggio della serie animata SpongeBob.
- Perla Pucci è un personaggio del manga Le bizzarre avventure di JoJo.
- Pearl Prynne è un personaggio del romanzo di Nathaniel Hawthorne La lettera scarlatta.